# Kiwaia
Kiwaia é um gênero de traça pertencente à família Agonoxenidae.